# Бабуна (Велес)
Вижте пояснителната страница за други значения на Бабуна.
Бабуна (на македонска литературна норма: Бабуна) е селище в Община Велес, Северна Македония, предградие на Велес. Близо до Бабуна се намира пещерната църква „Свети Марко“.

## География
Бабуна се намира на пет километра южно от Велес, на десния бряг на Вардар при вливането на едноименната река Бабуна.

## История
В XIX век Бабуна е малко българско село във Велешка каза на Османската империя. В „Етнография на вилаетите Адрианопол, Монастир и Салоника“, издадена в Константинопол в 1878 година и отразяваща статистиката на населението от 1873 Бабуна (Babouna) е посочено като село с 4 домакинства и 17 жители българи. Според статистиката на Васил Кънчов („Македония. Етнография и статистика“) от 1900 година Бабуна е населявано от 35 жители, като всички са българи.
При избухването на Балканската война в 1912 година един човек от Бабуна е доброволец в Македоно-одринското опълчение.
След Междусъюзническата война в 1913 година селото попада в Сърбия.
На етническата си карта от 1927 година Леонард Шулце Йена показва Бабуна (Babuna) като турско село.
Според преброяването от 1961 година Бабуна има 104 жители македонци, а в 2002 година – 457 жители македонци.

## Личности
Родени в Бабуна
- Никола Антев Караставрев, български революционер, четник на Филип Тотю в 1876 г.[6]
- Секула Димитров (1885 – ?), македоно-одрински опълченец, 6 охридска дружина[7]